# Pedro Lorenzo de la Nada
Fray Pedro Lorenzo de la Nada fue un fraile dominico español, que predicó la religión católica en la Nueva España durante el siglo XVI. 

## Biografía
Hoy en día se sabe que su educación en España fue en el convento de San Esteban de Salamanca.
Llegó a la Nueva España alrededor del año de 1560 por el camino de Guatemala, ya que había desembarcado en el continente americano en Puerto Caballos. Ya en el actual México estuvo un tiempo en el convento de La Ciudad Real (hoy San San Cristóbal de las Casas, Chiapas). Posteriormente en 1561, invitado por fray Bartolomé de las Casas, junto con unos compañeros suyos se traslasladó a la provincia de los zendales, región limítrofe con la selva lacandona, la cual era entonces territorio de varias naciones mayas insumisas de habla chol y tzeltal.
Hacia 1564, consiguió convertir al pueblo pochutla de Ocosingo a la fe católica. Ese mismo año más al norte del estado de Chiapas fundó el pueblo Tila, un pueblo chol que posteriormente se convertiría en uno de los centros religiosos más importantes de la región sureste de México. En 1567 estableció el poblado de Palenque cerca de las ruinas del mismo nombre. También fundó el pueblo chol de Tumbalá y los pueblos tzeltales de Bachajón y Yajalón.
De esta manera tuvo éxito con los pochutlas, habitantes originarios del valle de Ocosingo, los choles de Palenque, Tila y Tumbala y con los tzeltales de Bachajón y Yajalón; pero fracasó ante la intransigencia de los lacandones y la lejanía de los asentamientos itzáes. Por razones desconocidas se fugó del convento de Ciudad Real y desapareció en la selva rumbo a Tabasco. 
Le ha dado el nombre al Centro de Derechos Humanos Fray Pedro Lorenzo de la Nada que opera desde la ciudad de Ocosingo.